# Jack Miller (motociclista)
Jack Peter Miller (Townsville, Australia, 18 de enero de 1995) es un piloto de motociclismo australiano, que corre actualmente en MotoGP en el equipo Prima Pramac Racing con una Yamaha YZR-M1.

## Biografía
Jack Miller ganó su primer título nacional de dirt track con apenas 10 años. El australiano se pasó a la velocidad en 2008 e hizo su debut en carrera en 2009, en Tasmania, con 14 años, tras lo cual compitió en el Campeonato de Australia de 125cc ese mismo año. 
Ganó el campeonato MRRDA 125cc y posteriormente se trasladó a Europa, donde compitió esporádicamente en el Campeonato del Mundo de 125cc y en el CEV Buckler y a tiempo completo en el Campeonato alemán IDM de 125cc, que ganó fácilmente.

### Moto3
2012 fue el primer año de Miller en el Campeonato del Mundo de Moto3. Ese año Miller había montado para Caretta Technology Forward Racing en un chasis Honda. Mientras que la moto no era competitiva permitió a Miller la oportunidad de aprender los circuitos en los que iba a competir en los próximos años. Terminó 23.º en el Campeonato de Moto3 ese año, con un mejor resultado de 4.º en el Gran Premio de Alemania, en Sachsenring.
Miller fichó por el Racing Team Germany para la temporada 2013, montando un chasis FTR Honda. Miller terminó trece carreras en los puntos, y terminó en séptimo lugar en la clasificación final del campeonato. Su mejor resultado fue un quinto lugar - en dos ocasiones - en el Gran Premio de San Marino y el Gran Premio de Australia.
Miller corrió una motocicleta KTM de fábrica para la temporada 2014, uniéndose al equipo Red Bull KTM Ajo. Durante la temporada, Miller registró su primera vuelta rápida, la pole position, el podio y la victoria durante la temporada; en total, ganó seis carreras durante la temporada y terminó la temporada como subcampeón - detrás de Álex Márquez - en el campeonato, perdiendo el título por dos puntos.

### MotoGP

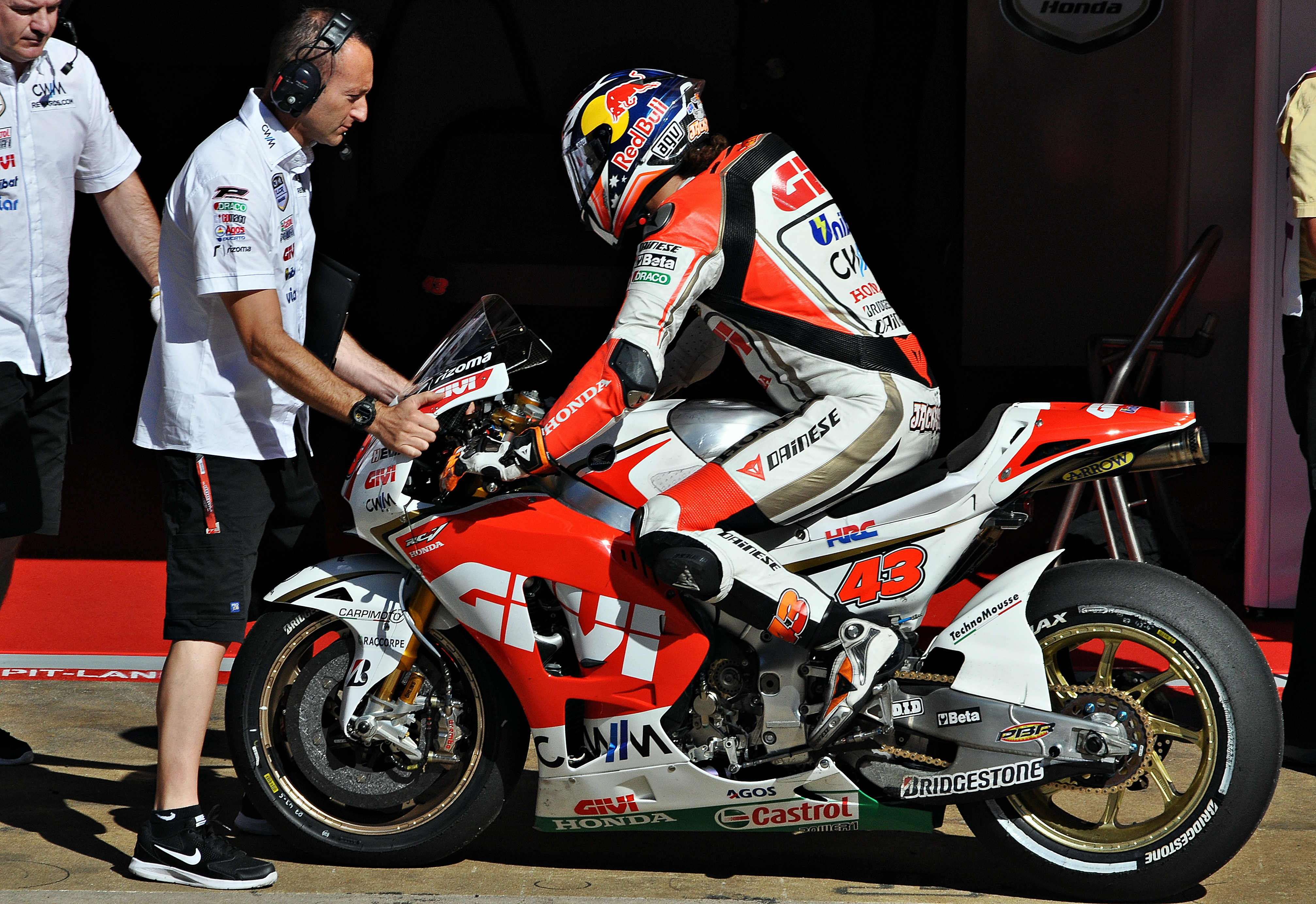
Miller en el GP de Cataluña 2015

Para la temporada 2015, Miller ascendió a MotoGP, formando parte del Team LCR, acompañando a Cal Crutchlow. Miller compitió en una Honda RC213V-RS de la especificación Open. Alcanzó su mejor resultado con el 11.º en Cataluña. En el Gran Premio de Gran Bretaña, Miller subió muchas posiciones en las primeras dos vueltas, pero chocó con su compañero de equipo Crutchlow en la tercera vuelta.
En 2016, Miller fichó por el Marc VDS Racing Team. Miller terminó en el 14.º puesto en Catar. En Cataluña, Miller terminó la carrera en el puesto 10.º. El 26 de junio, Jack Miller ganó su primer GP en Assen, comenzando desde el 19.º lugar de la parrilla. Después de la lluvia torrencial, la carrera estuvo detenida con bandera roja y después se reanudó pero acortada de 12 vueltas. Después de los accidentes de Rossi y Dovizioso, Miller comenzó a ganar posiciones en la parrilla antes de pasar a Márquez para conseguir su primera victoria en la clase reina y convertirse en el primer piloto de Moto3 en ganar una carrera de MotoGP, el primer piloto australiano para ganar una carrera de MotoGP desde Casey Stoner en el Gran Premio de Australia 2012 y el primer piloto no oficial en ganar una carrera desde Toni Elías en el Gran Premio de Portugal de 2006.
Posteriormente, en 2018 ficharía por Pramac Racing, dónde permanecería hasta 2020, hasta que en 2021 dio el salto a la Ducati Oficial, en sustitución de Andrea Dovizioso, consiguiendo tres victorias, dos em 2021 en el Gp de Jerez y en el siguiente Gp de Le Mans y otra en el Gp de Japón de 2022. El 9 de junio de 2022 se confirmó que saldría del equipo para ir a KTM oficial, como nuevo compañero de Brad Binder para los años 2023 y 2024.

## Resultados

### Campeonato del Mundo de Motociclismo
Sistema de puntuación de 1993 hasta 2022:
| Posición | 1.º | 2.º | 3.º | 4.º | 5.º | 6.º | 7.º | 8.º | 9.º | 10.º | 11.º | 12.º | 13.º | 14.º | 15.º |
| Puntos   | 25  | 20  | 16  | 13  | 11  | 10  | 9   | 8   | 7   | 6    | 5    | 4    | 3    | 2    | 1    |

Sistema de puntuación desde 2023 en adelante:
| Posición       | 1.º | 2.º | 3.º | 4.º | 5.º | 6.º | 7.º | 8.º | 9.º | 10.º | 11.º | 12.º | 13.º | 14.º | 15.º |
| Puntos         | 25  | 20  | 16  | 13  | 11  | 10  | 9   | 8   | 7   | 6    | 5    | 4    | 3    | 2    | 1    |
| Carrera sprint | 12  | 9   | 7   | 6   | 5   | 4   | 3   | 2   | 1   |      |      |      |      |      |      |

#### Por categoría
| Cat.   | Temp.         | 1.er Gran Premio | 1.er Podio        | 1.ª Victoria      | Carreras | Victorias | Podios | Poles | V.Ráp. | Pts  | CM |
| ------ | ------------- | ---------------- | ----------------- | ----------------- | -------- | --------- | ------ | ----- | ------ | ---- | -- |
| 125 cc | 2011          | Alemania 2011    | -                 | -                 | 6        | 0         | 0      | 0     | 0      | 0    | –  |
| Moto3  | 2012–2014     | Catar 2012       | Catar 2014        | Catar 2014        | 49       | 6         | 10     | 8     | 1      | 403  | –  |
| MotoGP | 2015-presente | Catar 2015       | Países Bajos 2016 | Países Bajos 2016 | 169      | 4         | 23     | 2     | 3      | 1130 | –  |
| Total  | 2011–Presente | 2011–Presente    | 2011–Presente     | 2011–Presente     | 224      | 10        | 33     | 10    | 4      | 1533 | –  |

#### Por temporada
| Temp. | Cat.   | Moto      | Equipo                      | Carreras | Victorias | Podios | Poles | V.Ráp | Pts. | Pos. |
| ----- | ------ | --------- | --------------------------- | -------- | --------- | ------ | ----- | ----- | ---- | ---- |
| 2011  | 125cc  | Aprilia   | RZT Racing                  | 6        | 0         | 0      | 0     | 0     | 0    | NC   |
| 2011  | 125cc  | KTM       | Caretta Technology          | 6        | 0         | 0      | 0     | 0     | 0    | NC   |
| 2012  | Moto3  | Honda     | Caretta Technology          | 14       | 0         | 0      | 0     | 0     | 17   | 23.º |
| 2013  | Moto3  | FTR Honda | Caretta Technology – RTG    | 17       | 0         | 0      | 0     | 0     | 110  | 7.º  |
| 2014  | Moto3  | KTM       | Red Bull KTM Ajo            | 18       | 6         | 10     | 8     | 1     | 276  | 2.º  |
| 2015  | MotoGP | Honda     | CWM LCR Honda               | 18       | 0         | 0      | 0     | 0     | 17   | 19.º |
| 2016  | MotoGP | Honda     | EG 0,0 Marc VDS             | 13       | 1         | 1      | 0     | 0     | 57   | 18.º |
| 2017  | MotoGP | Honda     | EG 0,0 Marc VDS             | 17       | 0         | 0      | 0     | 0     | 82   | 11.º |
| 2018  | MotoGP | Ducati    | Alma Pramac Racing          | 18       | 0         | 0      | 1     | 0     | 91   | 13.º |
| 2019  | MotoGP | Ducati    | Alma Pramac Racing          | 19       | 0         | 5      | 0     | 1     | 165  | 8.º  |
| 2020  | MotoGP | Ducati    | Pramac Racing               | 14       | 0         | 4      | 0     | 1     | 132  | 7.º  |
| 2021  | MotoGP | Ducati    | Ducati Lenovo Team          | 18       | 2         | 5      | 0     | 0     | 181  | 4.º  |
| 2022  | MotoGP | Ducati    | Ducati Lenovo Team          | 20       | 1         | 7      | 1     | 1     | 189  | 5.º  |
| 2023  | MotoGP | KTM       | Red Bull KTM Factory Racing | 20       | 0         | 1      | 0     | 0     | 163  | 11.º |
| 2024  | MotoGP | KTM       | Red Bull KTM Factory Racing | 20       | 0         | 0      | 0     | 0     | 87   | 14.º |
| 2025  | MotoGP | Yamaha    | Prima Pramac Yamaha         |          |           |        |       |       | *    | *    |
| Total | Total  | Total     | Total                       | 232      | 10        | 33     | 10    | 4     | 1557 |      |

- * Temporada en progreso.

#### Carreras por año
| Año  | Cat.   | Moto      | 1         | 2        | 3        | 4         | 5        | 6         | 7        | 8         | 9         | 10      | 11      | 12        | 13       | 14       | 15        | 16      | 17        | 18      | 19       | 20        | 21  | 22  | Pos. | Pts. |
| ---- | ------ | --------- | --------- | -------- | -------- | --------- | -------- | --------- | -------- | --------- | --------- | ------- | ------- | --------- | -------- | -------- | --------- | ------- | --------- | ------- | -------- | --------- | --- | --- | ---- | ---- |
| 2011 | 125cc  | Aprilia   | QAT       | SPA      | POR      | FRA       | CAT      | GBR       | NED      | ITA       | GER Ret   | CZE     | INP     |           |          |          |           |         |           |         |          |           |     |     | NC   | 0    |
| 2011 | 125cc  | KTM       |           |          |          |           |          |           |          |           |           |         | RSM 24  | ARA       | JPN 16   | AUS 23   | MAL 16    | VAL Ret |           |         |          |           |     |     | NC   | 0    |
| 2012 | Moto3  | Honda     | QAT 25    | SPA Ret  | POR      | FRA Ret   | CAT 15   | GBR Ret   | NED DSQ  | GER 4     | ITA 21    | INP DNS | CZE     | RSM Ret   | ARA 19   | JPN 19   | MAL 13    | AUS 21  | VAL Ret   |         |          |           |     |     | 23.º | 17   |
| 2013 | Moto3  | FTR Honda | QAT 16    | AME 6    | SPA Ret  | FRA 12    | ITA 10   | CAT 7     | NED 7    | GER 7     | INP Ret   | CZE 7   | GBR 7   | RSM 5     | ARA 13   | MAL 6    | AUS 5     | JPN 6   | VAL Ret   |         |          |           |     |     | 7.º  | 110  |
| 2014 | Moto3  | KTM       | QAT 1     | AME 1    | ARG 3    | SPA 4     | FRA 1    | ITA Ret   | CAT 4    | NED Ret   | GER 1     | INP 3   | CZE 5   | GBR 6     | RSM 3    | ARA 27   | JPN 5     | AUS 1   | MAL 2     | VAL 1   |          |           |     |     | 2.º  | 276  |
| 2015 | MotoGP | Honda     | QAT Ret   | AME 14   | ARG 12   | SPA 20    | FRA Ret  | ITA Ret   | CAT 11   | NED Ret   | GER 15    | INP Ret | CZE 19  | GBR Ret   | RSM 12   | ARA 19   | JPN Ret   | AUS 15  | MAL 17    | VAL 21  |          |           |     |     | 19.º | 17   |
| 2016 | MotoGP | Honda     | QAT 14    | ARG Ret  | AME DNS  | SPA 17    | FRA Ret  | ITA Ret   | CAT 10   | NED 1     | GER 7     | AUT DNS | CZE     | GBR 16    | RSM DNS  | ARA      | JPN Ret   | AUS 10  | MAL 8     | VAL 15  |          |           |     |     | 18.º | 57   |
| 2017 | MotoGP | Honda     | QAT 8     | ARG 9    | AME 10   | SPA Ret   | FRA 8    | ITA 15    | CAT Ret  | NED 6     | GER 15    | CZE 14  | AUT Ret | GBR 16    | RSM 6    | ARA 13   | JPN       | AUS 7   | MAL 8     | VAL 7   |          |           |     |     | 11.º | 82   |
| 2018 | MotoGP | Ducati    | QAT 10    | ARG 4    | AME 9    | SPA 6     | FRA 4    | ITA Ret   | CAT Ret  | NED 10    | GER 14    | CZE 12  | AUT 18  | GBR C     | RSM 18   | ARA 9    | THA 10    | JPN Ret | AUS 7     | MAL 8   | VAL Ret  |           |     |     | 13.º | 91   |
| 2019 | MotoGP | Ducati    | QAT Ret   | ARG 4    | AME 3    | SPA Ret   | FRA 4    | ITA Ret   | CAT 5    | NED 9     | GER 6     | CZE 3   | AUT Ret | GBR 8     | RSM 9    | ARA 3    | THA 14    | JPN 10  | AUS 3     | MAL 8   | VAL 3    |           |     |     | 8.º  | 165  |
| 2020 | MotoGP | Ducati    | QAT C     | SPA 4    | AND Ret  | CZE 9     | AUT 3    | EST 2     | RSM 8    | ERM Ret   | CAT 5     | FRA Ret | ARA 9   | TER Ret   | EUR 6    | VAL 2    | POR 2     |         |           |         |          |           |     |     | 7.º  | 132  |
| 2021 | MotoGP | Ducati    | QAT 9     | DOH 9    | POR Ret  | SPA 1     | FRA 1    | ITA 6     | CAT 3    | GER 6     | NED Ret   | EST Ret | AUT 11  | GBR 4     | ARA 5    | RSM 5    | AME 7     | ERM Ret | ALG 3     | VAL 3   |          |           |     |     | 4.º  | 181  |
| 2022 | MotoGP | Ducati    | QAT Ret   | INA 4    | ARG 14   | AME 3     | POR Ret  | SPA 5     | FRA 2    | ITA 15    | CAT 14    | GER 3   | NED 6   | GBR 3     | AUT 3    | RSM 18   | ARA 5     | JPN 1   | THA 2     | AUS Ret | MAL 6    | VAL Ret   |     |     | 5.º  | 189  |
| 2023 | MotoGP | KTM       | POR 74    | ARG 610  | AME Ret9 | SPA 3     | FRA Ret  | ITA 67    | GER 63   | NED Ret11 | GBR 87    | AUT 155 | CAT 816 | RSM Ret15 | IND 147  | JPN 64   | INA 79    | AUS 7C  | THA 1610  | MAL 86  | QAT 912  | VAL Ret12 |     |     | 11.º | 163  |
| 2024 | MotoGP | KTM       | QAT 2110  | POR 5    | AME 137  | SPA Ret14 | FRA Ret8 | CAT Ret7  | ITA 1612 | NED 1113  | GER 1311  | GBR 127 | AUT 195 | ARA 1013  | RSM 8    | ERM 1614 | INA Ret11 | JPN 108 | AUS 11Ret | THA 511 | MAL Ret8 | SLD 1319  |     |     | 14.º | 87   |
| 2025 | MotoGP | Yamaha    | THA 11Ret | ARG 1311 | AME 514  | QAT Ret19 | SPA Ret  | FRA Ret11 | GBR 79   | ARA 1413  | ITA Ret16 | NED 14  | GER 85  | CZE 1012  | AUT 1817 | HUN      | CAT       | RSM     | JPN       | INA     | AUS      | MAL       | POR | VAL | 17.º | 52   |

| Color     | Resultado                                                               |
| --------- | ----------------------------------------------------------------------- |
| Oro       | Ganador                                                                 |
| Plata     | 2.ª plaza                                                               |
| Bronce    | 3.ª plaza                                                               |
| Verde     | Finalizó en los puntos                                                  |
| Azul      | Finalizó sin puntos                                                     |
| Azul      | NC - No clasificado                                                     |
| Violeta   | Ret - No terminó (Carrera)                                              |
| Rojo      | DNQ - No se clasificó                                                   |
| Negro     | DSQ - Descalificado                                                     |
| Blanco    | DNS - No empezó (carrera)                                               |
| Blanco    | WD - Retirado (fin de semana)                                           |
| Blanco    | C - Carrera cancelada                                                   |
| Sin color | DNP - Inscrito pero no participó                                        |
| Sin color | INJ - Lesionado                                                         |
| Sin color | EX - Excluido                                                           |
| Estado    | Resultado                                                               |
| Negrita   | Pole position                                                           |
| Cursiva   | Vuelta rápida                                                           |
| x         | Posición en carrera sprint                                              |
| †         | Abandona, pero clasifica al completar el porcentaje requerido para ello |